# Przestrzeń powietrzna kontrolowana

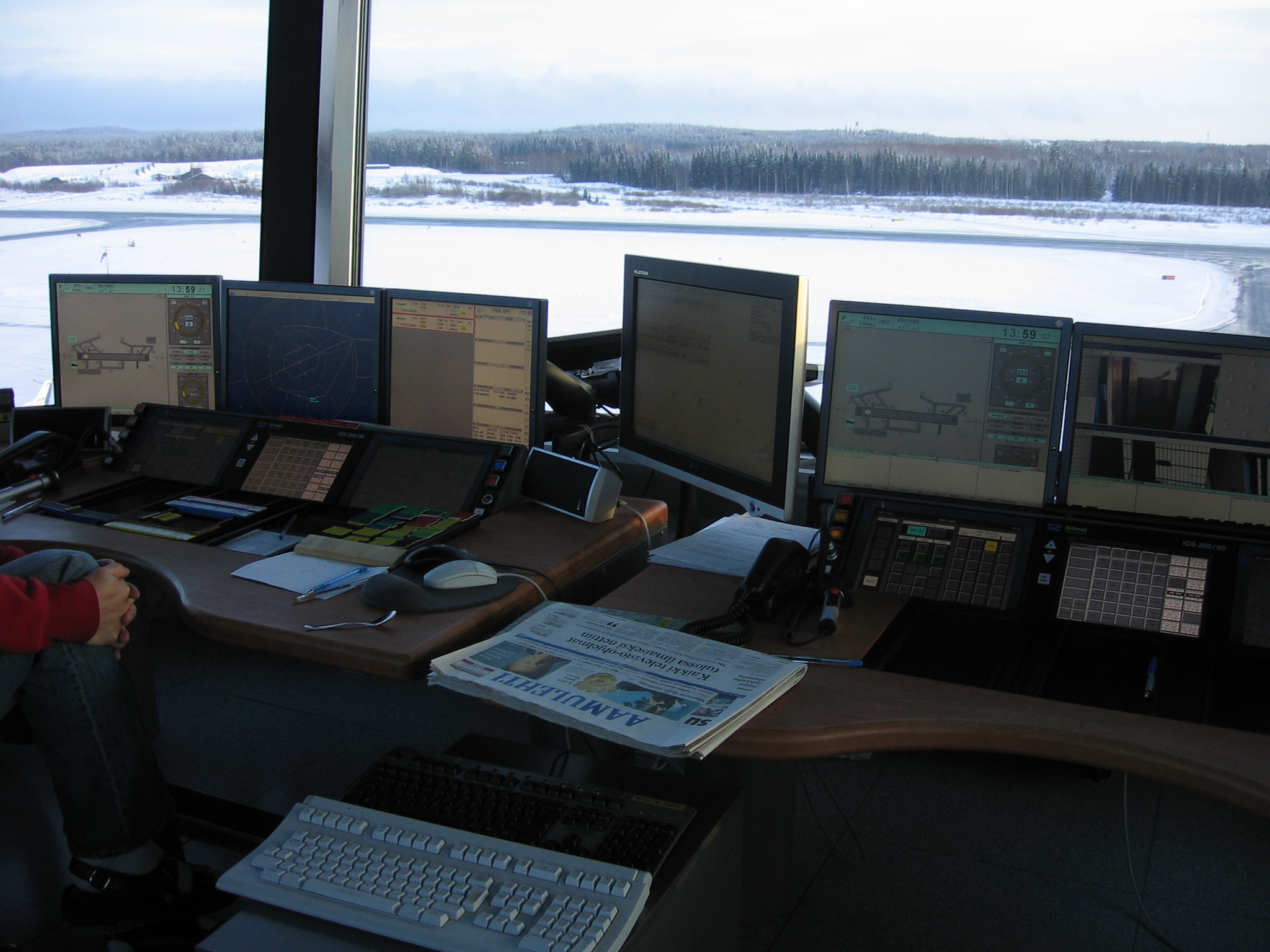
Wnętrze wieży kontroli lotów

Przestrzeń powietrzna kontrolowana – przestrzeń powietrzna o określonych rozmiarach, w której służba kontroli ruchu lotniczego jest zapewniana zgodnie z klasyfikacją przestrzeni powietrznej. Poziom kontroli zmienia się w zależności od klas przestrzeni powietrznej. Kontrolowana przestrzeń powietrzna zwykle zakłada wyższe minimalne warunki pogodowe niż przestrzeń niekontrolowana.
Główne powody ustanowienia kontrolowanej przestrzeni powietrznej to:
- wysoka częstość ruchu powietrznego, np. w pobliżu lotnisk;
- loty według wskazań przyrządów, podległe kontroli ruchu lotniczego;
- bezpieczeństwo nad strefą podległą ochronie.